# Gérard Nicoud
Pour les articles homonymes, voir Nicoud.
Gérard Nicoud, né le 5 mars 1947 à Marseille, est un dirigeant syndical français de la Confédération intersyndicale de défense et d'union nationale des travailleurs indépendants (CIDUNATI).

## Parcours
Engagé par devancement d'appel dans la Marine nationale en 1965, il profite de cette période militaire pour suivre une formation de maître d'hôtel, et en 1967 il retourne à la vie civile et travaille à Lyon. En décembre 1968, il ouvre un bar-restaurant dans un petit village de l'Isère, La Bâtie-Montgascon.
En janvier 1969, il est chargé par un groupe de commerçants et d'artisans mécontents de la nouvelle loi sur l'assurance maladie obligatoire de rédiger, de faire signer et de porter une pétition au sous-préfet de La Tour-du-Pin.
En moins de trois mois, à raison d'une réunion d'information par jour avant un grand meeting à Grenoble qui a rassemblé 10 000 personnes, il a réussi à rassembler plus de 15 000 signatures et fonde le CID (Comité d'Information et de Défense) qui devient un peu plus tard : le CIDUNATI.
Le 9 avril 1969, il enlève plusieurs tonnes de dossiers à la perception de La Tour-du-Pin, bourgade de l'Isère afin d'appuyer la revendication que les pensions des retraités du petit commerce soient versées intégralement, sinon les dossiers seront brûlés. Deux jours plus tard, il est incarcéré à la prison de Bonneville. Aussitôt, les manifestations redoublent d'intensité et Nicoud est finalement relâché. En 1972, il occupe le siège de la caisse nationale d'assurance maladie et y donne une conférence de presse en signe de protestation contre la hausse des cotisations sociales des travailleurs indépendants. En 1976, il a accusé les contrôleurs fiscaux de provoquer des suicides chez les petits commerçants. En 1980, il a été condamné à la prison et n'a pas fait appel volontairement afin de médiatiser son combat, dénonçant la volonté de l'État de le condamner au sursis pour exercer une pression afin de le faire taire. 
En 1984, face à la désaffection des adhérents et des principaux membres de la direction de son organisation, il est amené à quitter le secrétariat général du CIDUNATI. Il s'est cependant présenté aux élections européennes de 1984 sur la liste de l'Union des Travailleurs Indépendants pour la Liberté d'Entreprise (UTILE) avec Pierre Poujade. Au tout début des années 1990, un bon nombre d'adhérents du CIDUNATI et d'anciens proches de Gérard Nicoud, dont André Vonner et Robert Giordana, ont préféré prendre leurs distances en participant à la création de la CEDI (Confédération européenne des indépendants).

## Idéologie
Pour Nicoud, le commerçant et l'artisan ne détiennent pas de moyens importants de production et n'intéressent donc personne. L'un et l'autre se trouvent coincés entre deux systèmes, l'un capitaliste et l'autre socialiste, qu'on cherche à leur imposer ; ils sont donc condamnés à « être tués par une grande surface ou un magasin d'État ». Gérard Nicoud a été qualifié de poujadiste dans les médias.

## Publications
- Les Dernières libertés, Denoël, 1972[7]
- Au risque de déplaire, Éd. L'Objectif, 1977

## Filmographie
En 2008, François Rollin interprète Gérard Nicoud, dans le film Coluche, l'histoire d'un mec avec quelques libertés prises par le scénario, avec la réalité : en effet, dans le film, Gérard Nicoud vient d'être « viré de son mouvement » ; or, officiellement du moins, Gérard Nicoud est resté secrétaire général du CIDUNATI jusqu'en 1984.